# 千種車站
千種車站（日语：／ Chikusa eki */?）是位於愛知縣名古屋市千種區，屬於東海旅客鐵道（JR東海）和位於東區葵三丁目的名古屋市營地下鐵的車站。

## 本站可利用之路線
- 東海旅客鐵道（JR東海）
  - 中央本線
- 名古屋市營地下鐵
  - 東山線 - 車站編號為H12。

## 車站結構

### 東海旅客鐵道
本站為1面2線之島式月台的地面車站。

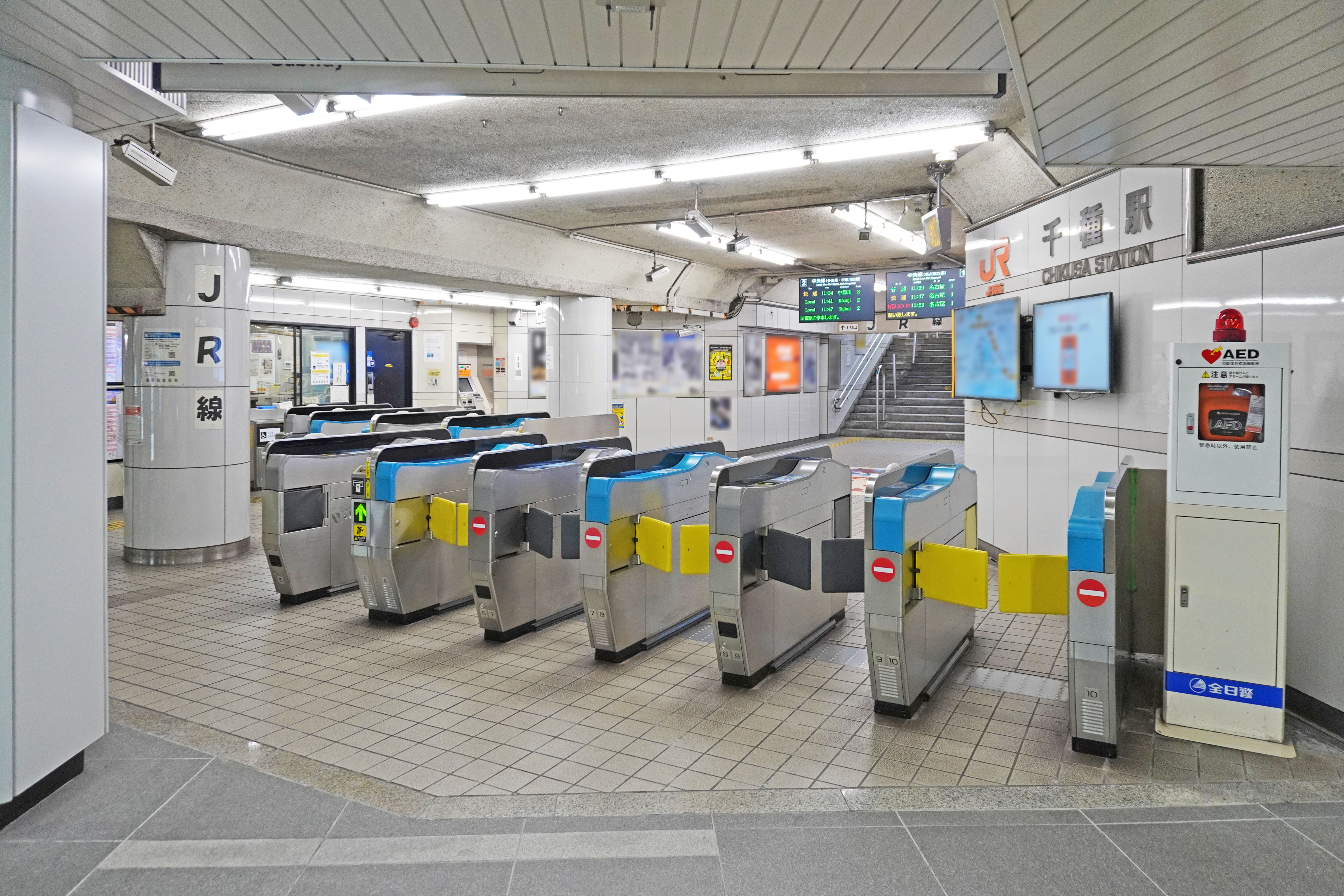
地下驗票閘口（2023年1月）
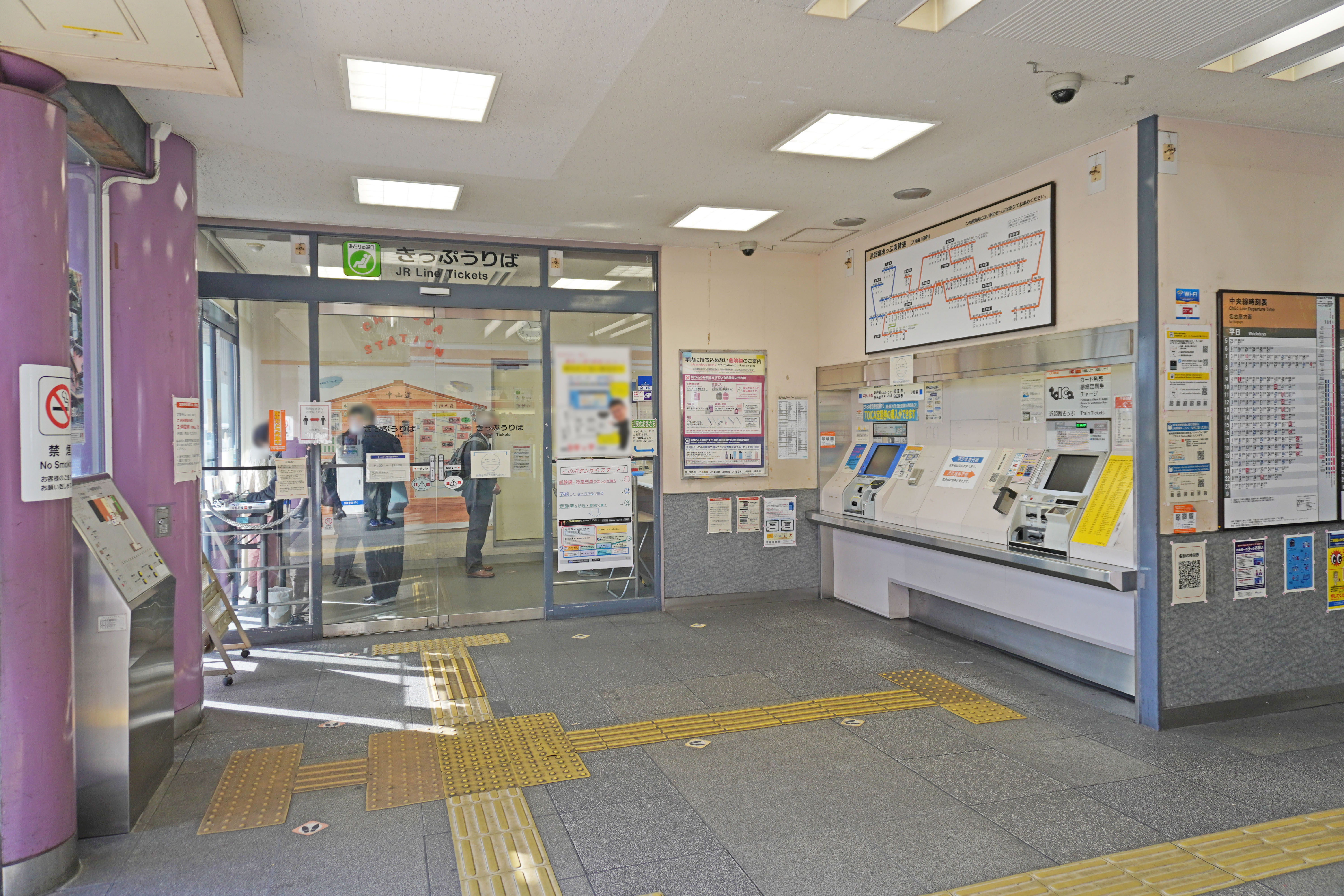
位於1樓的售票中心（2023年1月）
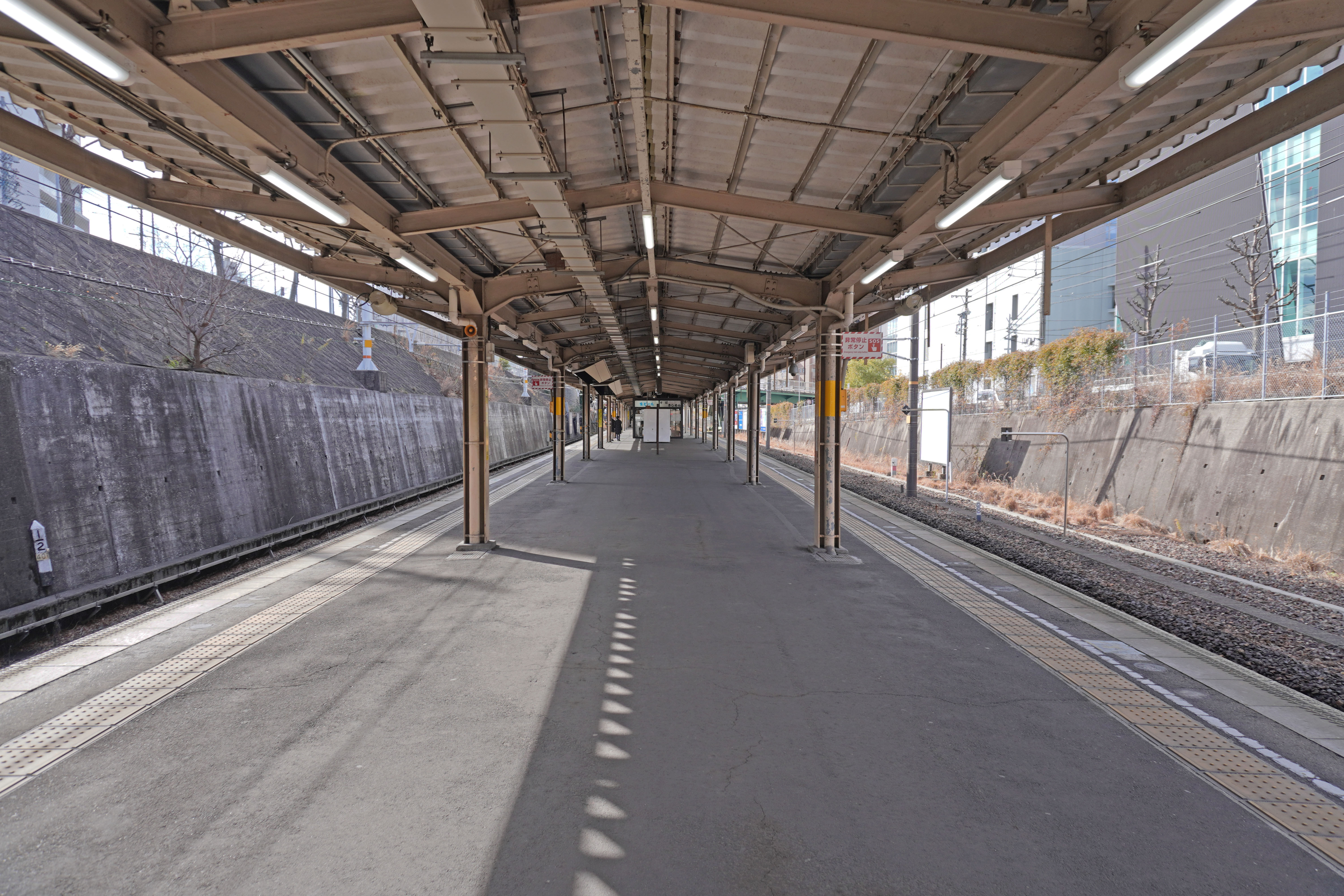
月台（2023年1月）

#### 月台配置
| 月台 | 路線     | 方向 | 目的地             |
| ---- | -------- | ---- | ------------------ |
| 1    | 中央本線 | 上行 | 名古屋方向         |
| 2    | 中央本線 | 下行 | 多治見、中津川方向 |

除了位在本站地上設有剪票口之外，在地下也設有一處。地下剪票口則可直接與地下鐵東山線之剪票口相連接，造成在早晚尖峰時間，該剪票口因轉乘旅客眾多而相當擁擠。
本站配有站長與站務員來直接管理。另外，本站也兼管大曾根車站與新守山車站。
而本站為JR特定都區市內制度之「名古屋市內」站。本站以「名古屋之東方門戶」著稱。包括「特急」列車、「信濃號」列車等所有的列車均會停靠本站。

### 名古屋市營地下鐵
本站為擁有2面2線側式月台的地下車站。站內共有2處剪票。除了設在與JR地下剪票口較近之東邊一處外，在西側則設在靠近「車道交叉路口」處。

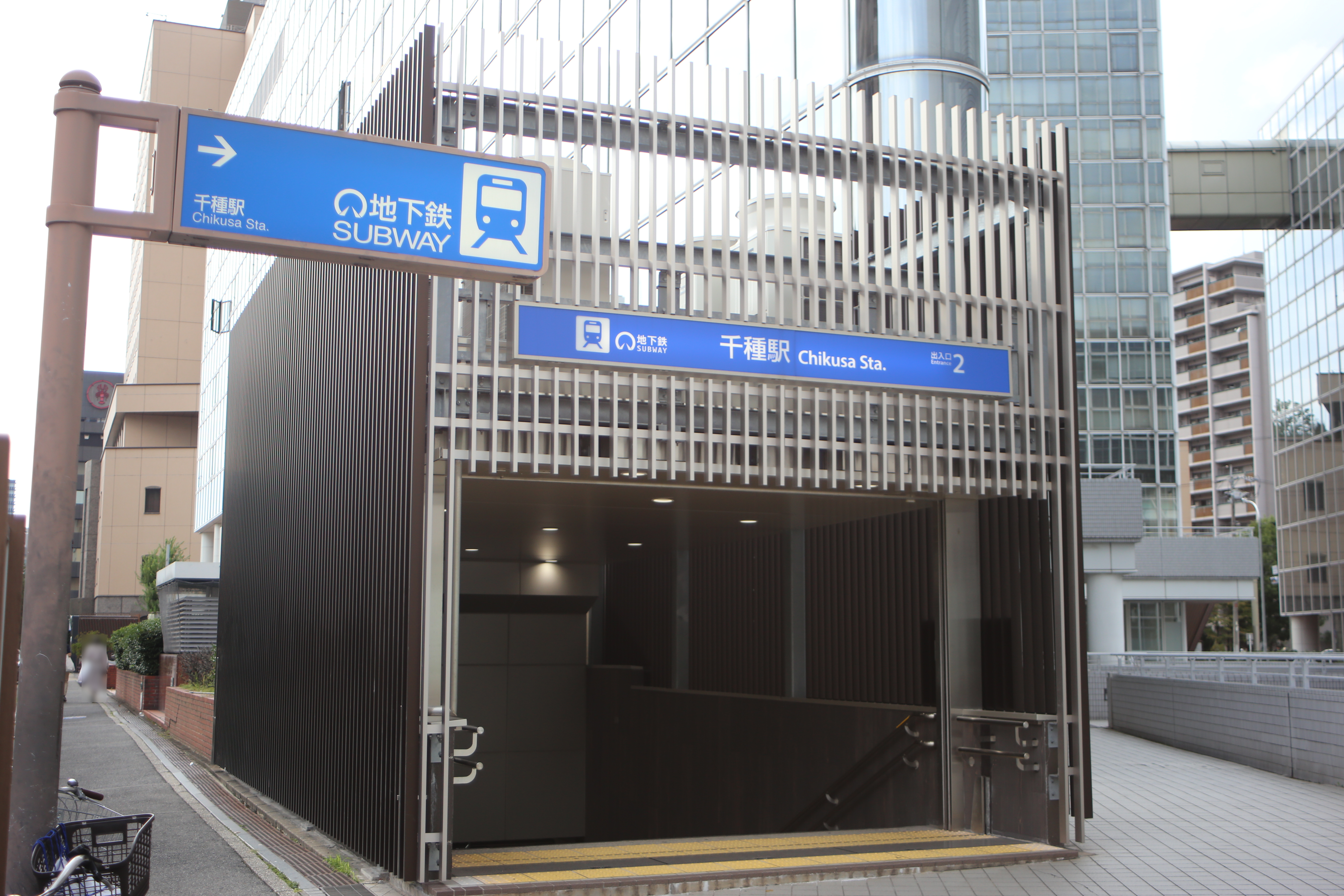
2號出入口（2021年9月）
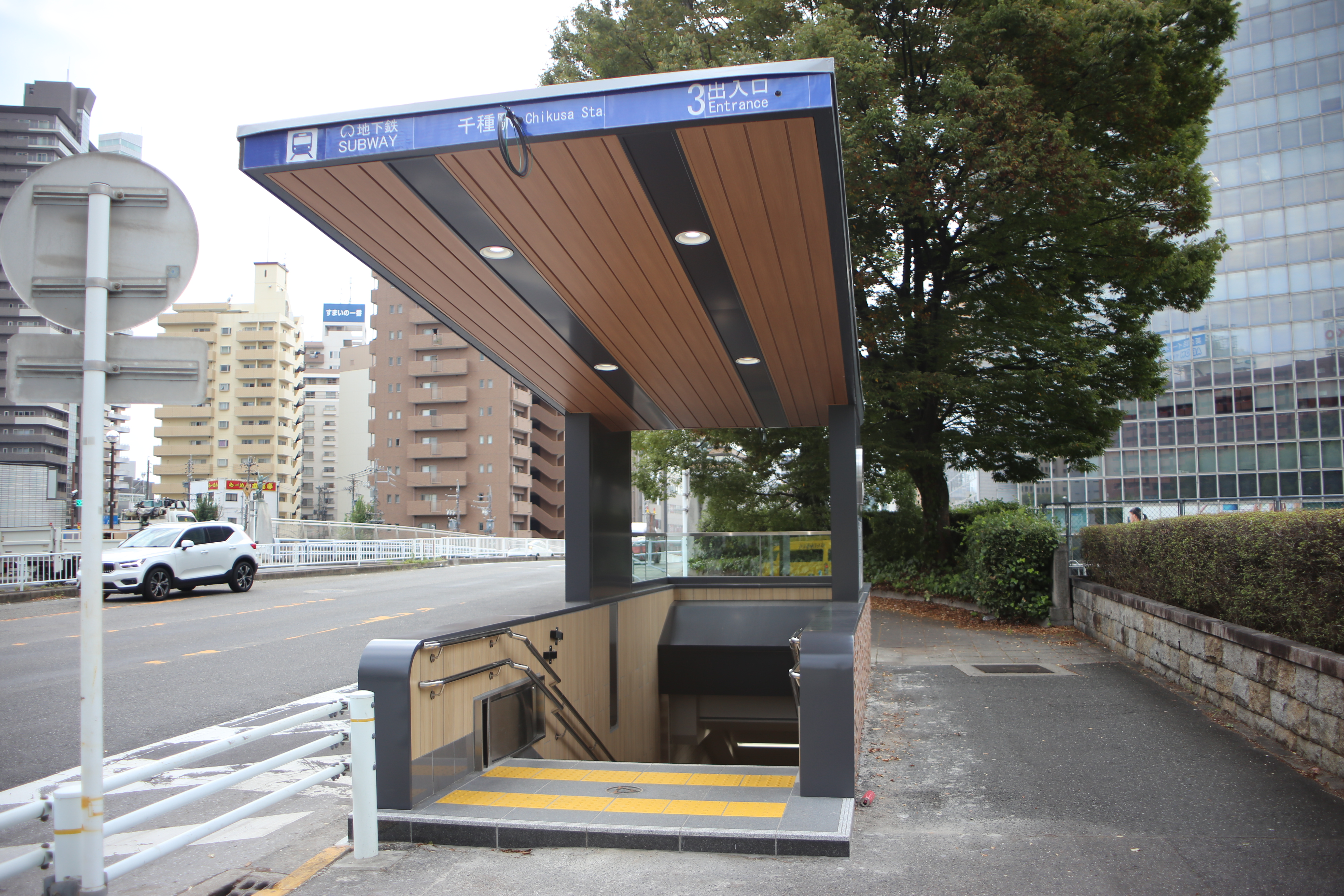
3號出入口（2021年9月）
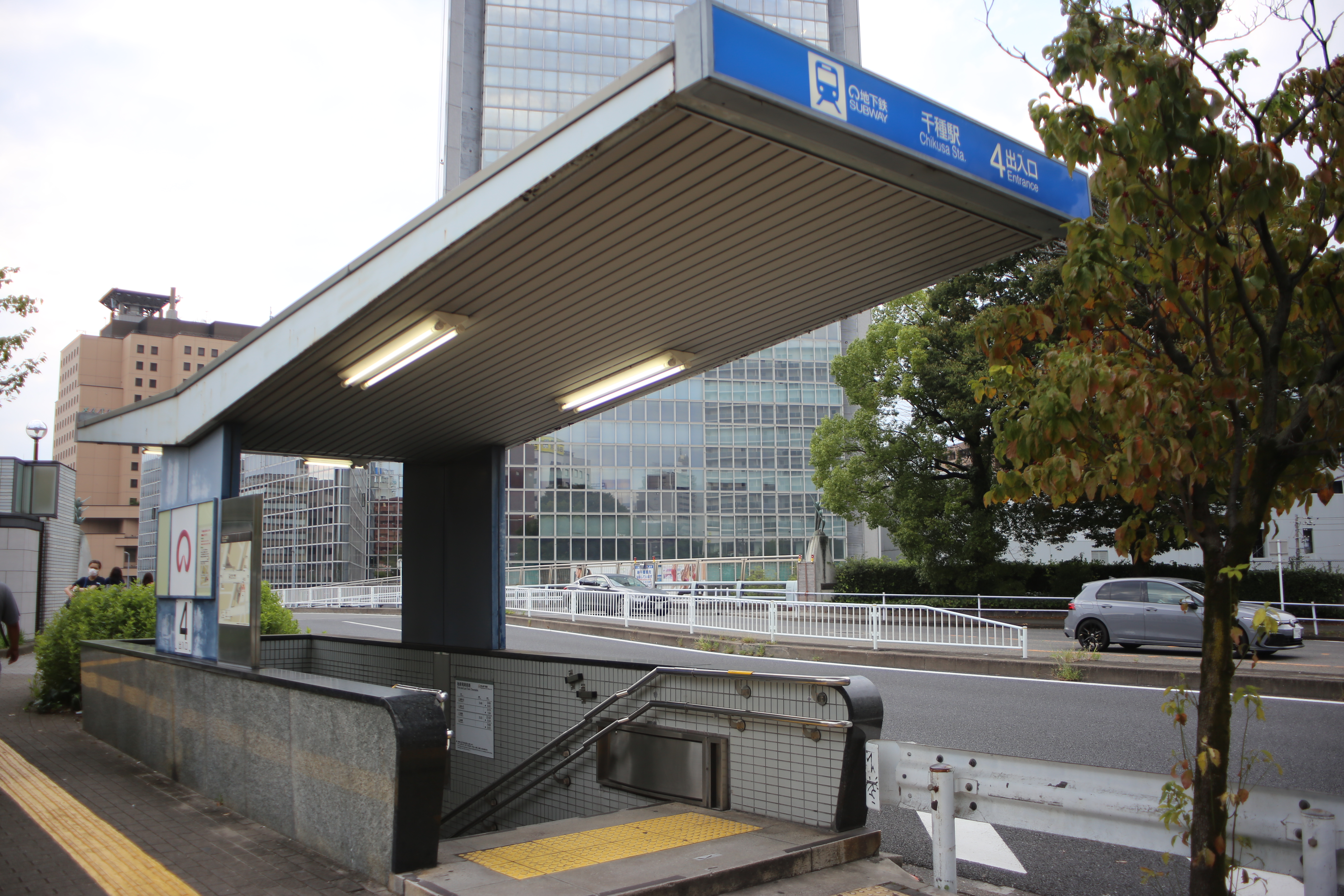
4號出入口（2021年9月）
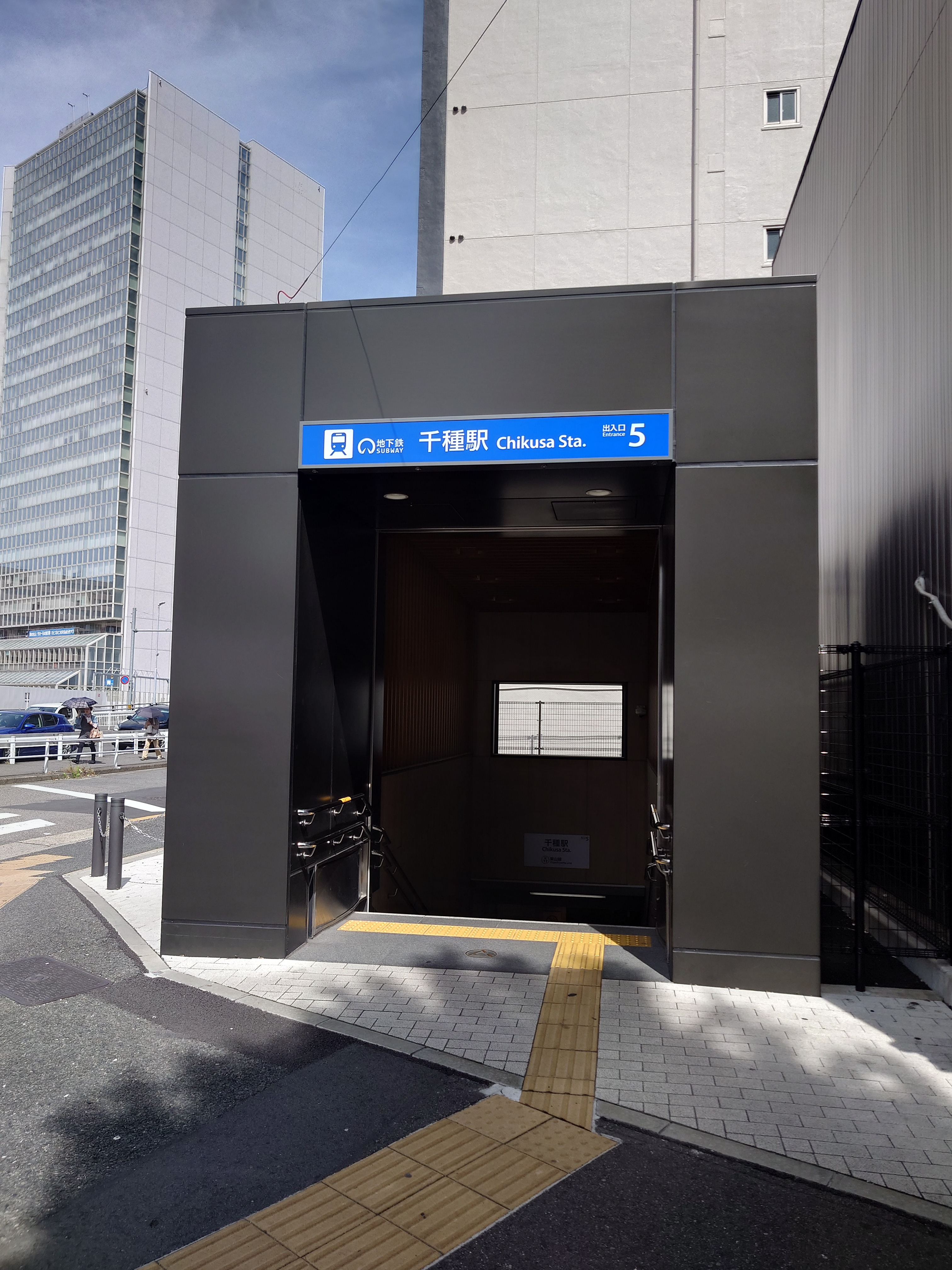
5號出入口（2024年5月）
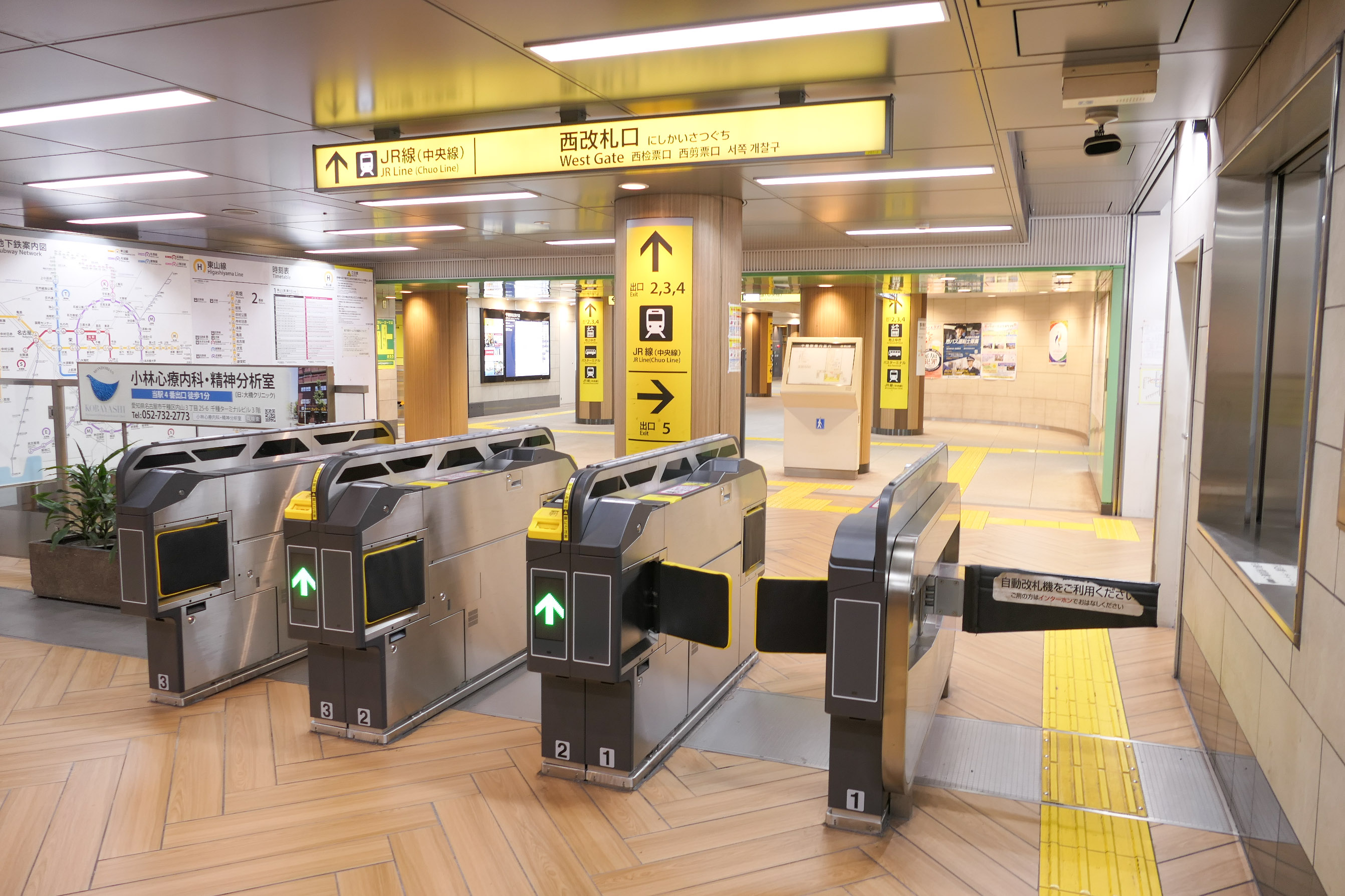
西驗票閘口（2025年5月）
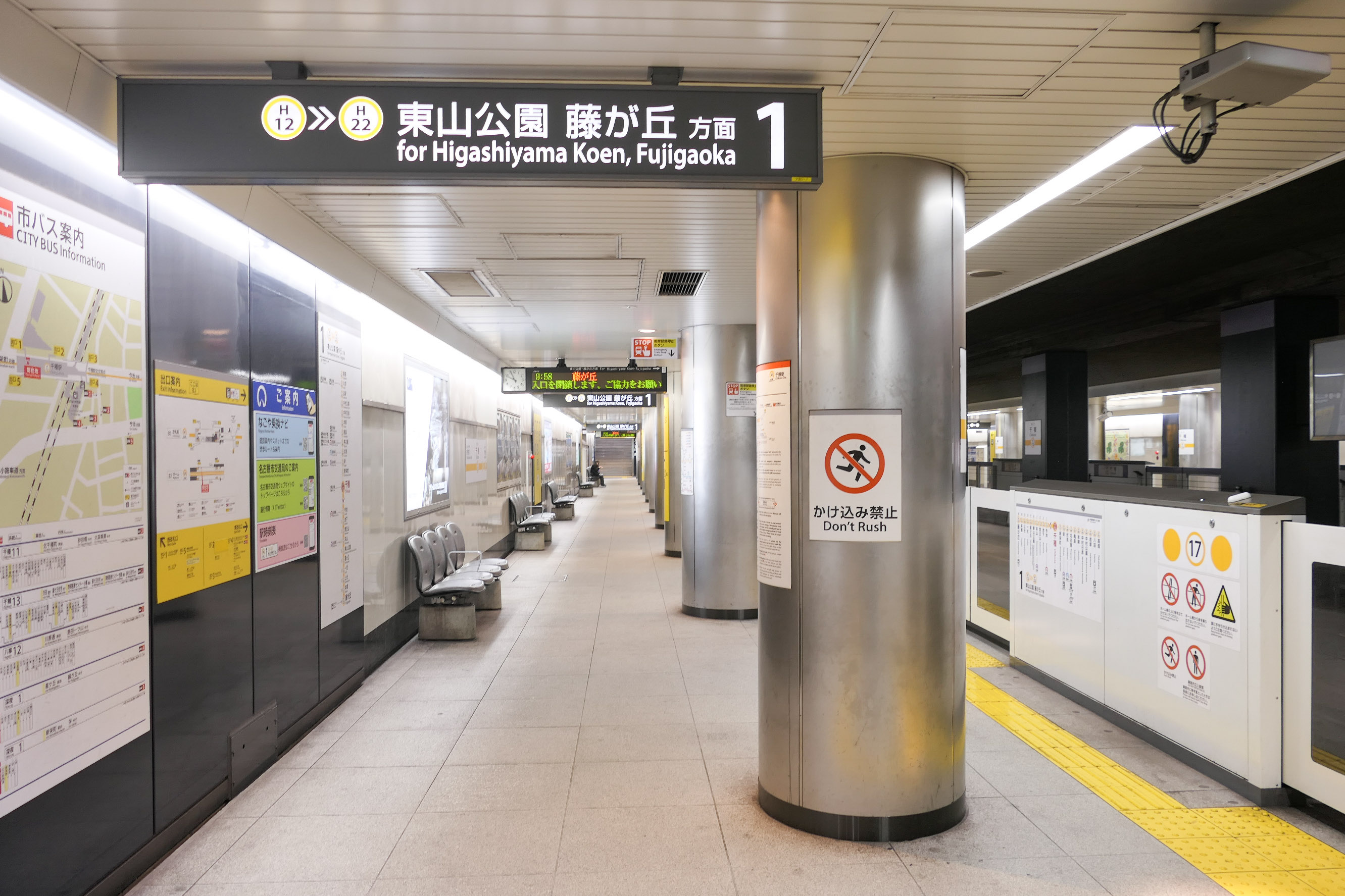
1號月台（2025年5月）
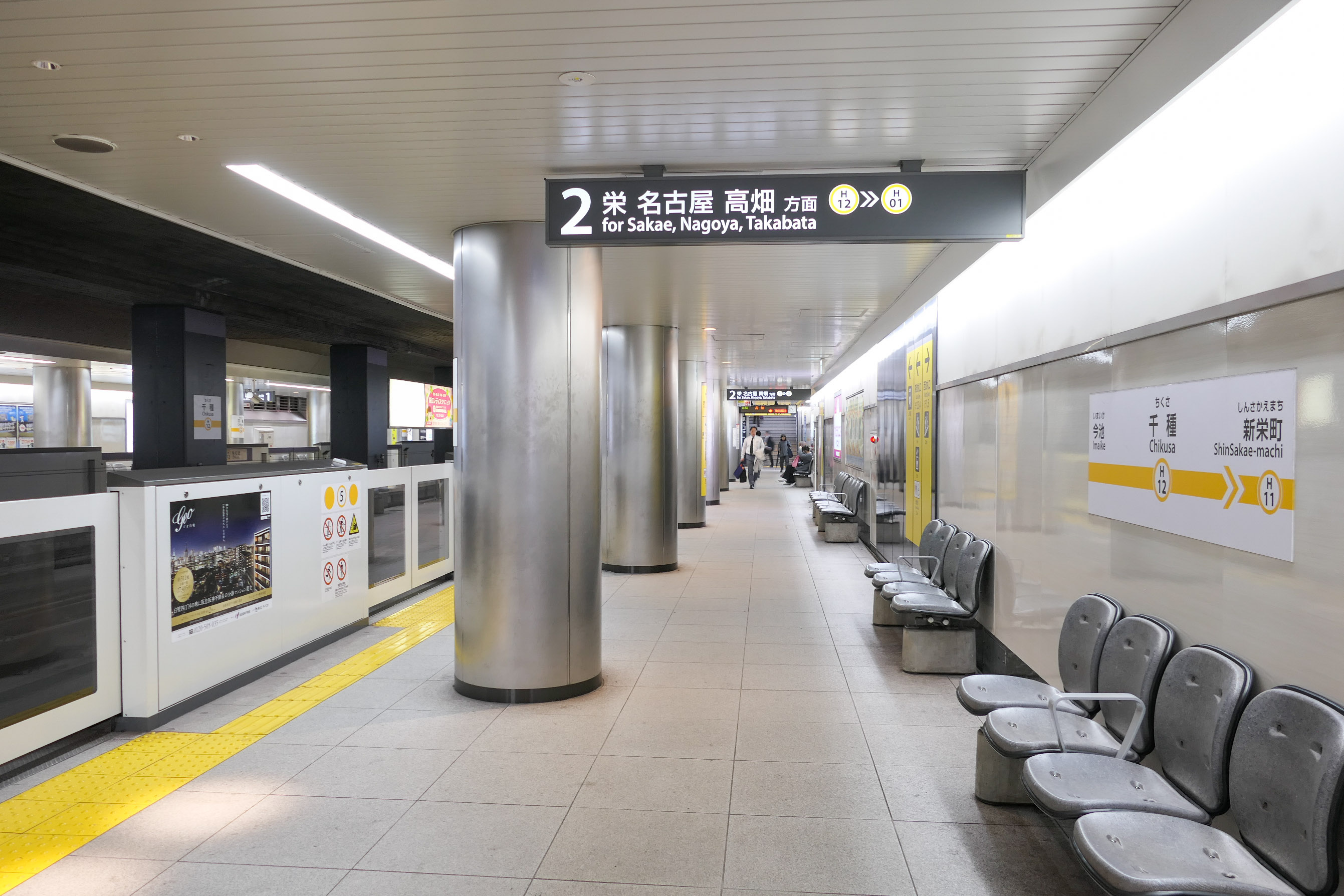
2號月台（2025年5月）

#### 月台配置
| 月台 | 路線   | 目的地               |
| ---- | ------ | -------------------- |
| 1    | 東山線 | 東山公園、藤丘方向   |
| 2    | 東山線 | 榮、名古屋、高畑方向 |

地下1樓之通道中有稱之為「千種地下街」的小型商店街，地下2樓則為月台。

## 使用情況
| 年度               | JR上車人次（人/日） | 地下鐵上車人次（人/日） |
| ------------------ | ------------------- | ----------------------- |
| 1999年（平成11年） | 30,055              | 26,188                  |
| 2000年（平成12年） | 29,546              | 26,367                  |
| 2001年（平成13年） | 29,457              | 25,756                  |
| 2002年（平成14年） | 29,001              | 26,301                  |
| 2003年（平成15年） | 28,556              | 25,596                  |
| 2004年（平成16年） | 27,975              | 25,116                  |
| 2005年（平成17年） | 27,918              | 26,160                  |
| 2006年（平成18年） | 28,237              | 26,128                  |
| 2007年（平成19年） | 28,399              | 26,047                  |
| 2008年（平成20年） | 28,685              | 26,122                  |
| 2009年（平成21年） | 27,950              | 25,124                  |
| 2010年（平成22年） | 27,893              | 25,385                  |
| 2011年（平成23年） | 27,581              | 24,978                  |
| 2012年（平成24年） | 27,454              | 25,344                  |
| 2013年（平成25年） | 28,238              | 25,783                  |
| 2014年（平成26年） | 28,061              | 25,545                  |
| 2015年（平成27年） | 28,503              | 26,105                  |
| 2016年（平成28年） | 28,701              | 26,140                  |
| 2017年（平成29年） | 28,623              | 25,914                  |
| 2018年（平成30年） | 28,499              | 26,078                  |

## 相鄰車站
東海旅客鐵道（JR東海）
 中央本線　
- 特急「信濃」停車站、「Home Liner瑞浪」停車站

■快速、■普通
大曾根（CF04）－千種（CF03）－鶴舞（CF02）
 名古屋市營地下鐵
 東山線
新榮町（H-11）－千種（H-12）－今池（H-13）

### 曾經存在的路線
東海道本線貨物支線
熱田－（古渡信號場）－千種

## 外部連結
- 千種 - 東海旅客鐵道
- 千種 - 名古屋市交通局

35°10′13″N 136°55′50″E / 35.170169°N 136.930664°E